# Churia
Churia is een geslacht van vlinders van de familie visstaartjes (Nolidae), uit de onderfamilie Chloephorinae.

## Soorten
- C. maculata Moore, 1881
- C. nigrisigna Moore, 1881
- C. ocellata Butler, 1889
- C. sudana Wiltshire, 1977
- C. typhla Wiltshire, 1977
- C. unipunctata Hacker, 2011